# Vetenskapsåret 1886

## Händelser
- Gottlieb Daimler och Carl Benz konstruerar de första praktiskt användbara bilarna.
- Hall-Héroult-processen uppfinns och möjliggör masstillverkning av aluminium.
- Henri Moissan isolerar fluor. Moissan mottog 1906 Nobelpriset för sitt arbete med fluor.
- Svenska Uppfinnareföreningen grundas.
- Julia Brinck blir tredje svenska kvinnliga läkaren.

## Pristagare
- Clarkemedaljen: Laurent-Guillaume de Koninck, belgisk paleontolog och kemist.
- Copleymedaljen: Franz Neumann, tysk mineralog, fysiker och matematiker.
- Davymedaljen: Jean Charles Galissard de Marignac, schweizisk kemist.
- Rumfordmedaljen: Samuel P. Langley, amerikansk fysiker, astronom och uppfinnare. Flygpionjär.
- Wollastonmedaljen: Alfred Des Cloizeaux, fransk mineralog.[1]

## Födda
- 23 juli - Walter Schottky, (död 1976), tysk fysiker.
- 9 december - Clarence Birdseye (död 1956), amerikansk uppfinnare, anses vara grundare av den moderna fabrikationen av fryst mat i USA.

## Avlidna
- 1 juli - Otto Wilhelm Hermann von Abich (född 1806), tysk mineralog och geolog.

### Fotnoter
1. ↑  ”Geological Society”. Arkiverad från originalet den 5 juni 2011. https://web.archive.org/web/20110605101422/http://www.geolsoc.org.uk/gsl/society/history/page5538.html. Läst 13 april 2011.